# My illness is the medicine I need
My illness is the medicine I need is een compositie van de Oostenrijker Thomas Larcher.
De oorspronkelijke versie schreef Larcher voor sopraan, viool, cello en piano (2002). Deze versie werd voor het eerste gespeeld op 13 juni 2002 in Heimbach. Een tweede versie verscheen in 2013; het is dan geschreven voor sopraan, 2 dwarsfluiten, 2 klarinetten, trompet, 2 violen, altviool, cello, contrabas, accordeon en piano. De première van deze versie werd uitgevoerd op 4 mei 2013, de componist dirigeerde de Radio Kamer Filharmonie in Hilversum met soliste Christina Landshamer.
De bron van deze composities is de uitgave van Benetton Colors Magazine, 47e uitgave. Het centrale thema in die uitgave is hoe de diverse culturen omgaan met hun psychiatrische patiënten. De stem van de zangeres wordt gebruikt als onderdeel van het muzikale ensemble. In de versie van 2002 klinkt de zangeres af en toe als daadwerkelijk solist, maar meer gaat ze op in het geheel. Ze heeft geen tekst op rijm of “langs” de muziek. Het zijn flarden tekst van psychiatrische patiënten over hun situatie. De zangeres zingt ze als zijnde de patiënt, soms schreeuwend en gewelddadig, dan weer geheel in zichzelf gekeerd en verdoofd. Tekstfragmenten bestaan bijvoorbeeld uit “I think I’ll stay here till I die”, maar ook “I don’t know why I am here”. 

## Discografie
- ECM Records: Andrea Lauren Brown (sopraan), Christoph Poppen (viool), Thomas Demenga (cello), Larcher (piano)